# Trachylepis wrightii
El escinco de Wright ( Trachylepis wrightii) , también conocido comúnmente como mabuya de Wright , es una especie de lagarto de la familia Scincidae . La especie es endémica de Seychelles . Hay dos subespecies reconocidas .

## Etimología
El nombre específico, wrightii, es en honor al naturalista irlandés Edward Perceval Wright.

## Distribución geográfica
Los hábitats naturales de T. wrightii son los bosques secos tropicales o subtropicales y los matorrales secos tropicales o subtropicales de Seychelles.

## Subespecies
Se reconocen las siguientes según The Reptile Database:
- T. wrightii ilotensis (Rendahl, 1939)
- T. wrightii wrightii (Boulenger, 1887)